# Cohiba

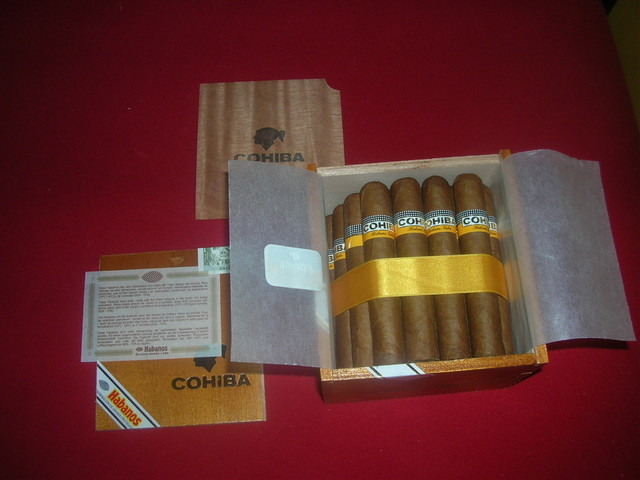
Doutníky Cohiba

Cohiba je značka doutníků pocházející z Kuby, která paří k nejdražším na světě. Vyrábí se z tabáku pěstovaného v oblasti Vuelta Abajo (provincie Pinar del Río), který prochází speciálním procesem fermentace.
Počátky značky sahají do roku 1966, kdy Fidel Castro dostal darem od svého osobního strážce doutníky vyrobené jeho přítelem. Kubánskému vůdci doutníky zachutnaly a vyžádal si jejich pravidelnou dodávku pro osobní spotřebu. V roce 1969 byla zaregistrována značka Cohiba (výraz, kterým domorodí Taínové označovali tabákové smotky) a její výroba přešla pod státní koncern Cubatabaco. Doutníky byly určeny pouze pro funkcionáře režimu a státní návštěvy, do volného prodeje se dostaly až roku 1982 u příležitosti mistrovství světa ve fotbale 1982. V roce 1992 byla vyrobena nová série Línea 1492, pojmenovaná podle výročí objevení Ameriky. Od roku 1994 se distribucí doutníků zabývá společnost Habanos S.A., vlastněná napůl kubánským státem a zahraničním kapitálem. Do Spojených států amerických se v důsledku embarga nesmějí kubánské doutníky dovážet. Toho využila firma General Cigar Company, která si nechala v USA zaregistrovat značku Cohiba, pod kterou prodává doutníky vyrobené v Dominikánské republice. Habanos S. A. na ni proto podala mezinárodní žalobu.
Od roku 1987 se pod značkou Cohiba vyrábějí také cigarety.